# MLB All-Star Game 1975
MLB All-Star Game 1975 – 46. Mecz Gwiazd ligi MLB, który odbył się 15 lipca 1975 roku na Milwaukee County Stadium w Milwaukee. Mecz zakończył się zwycięstwem National League All-Stars 6–3. Spotkanie obejrzało 51 480 widzów.
Najbardziej wartościowymi zawodnikami wybrano Billa Madlocka z Chicago Cubs, który zaliczył uderzenie i 2 RBI w pierwszej połowie dziewiątej zmiany, dzięki którym zespół gwiazd National League wyszedł na prowadzenie 5–3 i Johna Matlacka z New York Mets, który rozegrał dwa inningi, zaliczył zwycięstwo i 4 strikeouty.

## Wyjściowe składy
| National League | National League | National League | National League | American League | American League | American League | American League |
| #               | Zawodnik        | Klub            | Pozycja         | #               | Zawodnik        | Klub            | Pozycja         |
| --------------- | --------------- | --------------- | --------------- | --------------- | --------------- | --------------- | --------------- |
| 1               | Pete Rose       | Reds            | LF              | 1               | Bobby Bonds     | Yankees         | CF              |
| 2               | Lou Brock       | Cardinals       | LF              | 2               | Rod Carew       | Twins           | 2B              |
| 3               | Joe Morgan      | Reds            | 2B              | 3               | Thurman Munson  | Yankees         | C               |
| 4               | Johnny Bench    | Reds            | C               | 4               | Reggie Jackson  | Athletics       | RF              |
| 5               | Steve Garvey    | Dodgers         | 1B              | 5               | Joe Rudi        | Athletics       | LF              |
| 6               | Jimmy Wynn      | Dodgers         | CF              | 6               | Graig Nettles   | Yankees         | 3B              |
| 7               | Ron Cey         | Dodgers         | 3B              | 7               | Gene Tenace     | Athletics       | 1B              |
| 8               | Dave Concepción | Reds            | SS              | 8               | Bert Campaneris | Athletics       | SS              |
| 9               | Jerry Reuss     | Pirates         | P               | 9               | Vida Blue       | Athletics       | P               |

| National League | 0 | 2 | 1 | 0 | 0 | 0 | 0 | 0 | 3 | 6 | 13 | 1 |
| American League | 0 | 0 | 0 | 0 | 0 | 3 | 0 | 0 | 0 | 3 | 10 | 1 |
| WP: Jon Matlack (1–0) LP: Catfish Hunter (0–1) Home runy: NL: Steve Garvey (1), Jimmy Wynn (1) AL: Carl Yastrzemski (1) |   |   |   |   |   |   |   |   |   |   |    |   |

## Składy
| Miotacze - Vida Blue (2) - Steve Busby (2) - Rollie Fingers (3) - Rich Gossage (1) - Catfish Hunter (7) - Jim Kaat (3) - Jim Palmer (4) - Nolan Ryan (3) Łapacze - Bill Freehan (11) - Thurman Munson (4) |  | Wewnątrzpolowi - Bert Campaneris (5) - Rod Carew (9) - Dave Chalk (2) - Bucky Dent (1) - Toby Harrah (2) - Graig Nettles (1) - Jorge Orta (1) - George Scott (2) - Gene Tenace (1) - Carl Yastrzemski (12) Zapolowi - Hank Aaron (25) - Bobby Bonds (3) - Mike Hargrove (1) - George Hendrick (2) - Reggie Jackson (6) - Fred Lynn (1) - Hal McRae (1) - Joe Rudi (3) - Claudell Washington (1) |  | Menadżer - Alvin Dark Trenerzy - Del Crandall - Billy Martin Honorowy kapitan - Mickey Mantle |

| Miotacze - Randy Jones (1) - Mike Marshall (2) - Jon Matlack (2) - Tug McGraw (2) - Andy Messersmith (3) - Phil Niekro (2) - Jerry Reuss (1) - Tom Seaver (8) - Don Sutton (3) Łapacze - Johnny Bench (8) - Gary Carter (1) - Manny Sanguillén (3) |  | Wewnątrzpolowi - Larry Bowa (2) - Dave Cash (2) - Ron Cey (2) - Dave Concepción (2) - Steve Garvey (2) - Bill Madlock (1) - Joe Morgan (6) - Tony Pérez (6) - Bob Watson (2) Zapolowi - Lou Brock (5) - Greg Luzinski (1) - Bobby Murcer (5) - Al Oliver (2) - Pete Rose (9) - Reggie Smith (4) - Jimmy Wynn (3) |  | Menadżer - Walter Alston Trenerzy - Danny Murtaugh - Red Schoendienst Honorowy kapitan - Stan Musial |

- W nawiasie podano liczbę powołań do All-Star Game.